# Castelliri
Castelliri ist eine italienische Gemeinde in der Region Latium, Provinz Frosinone in Mittelitalien mit 3176 Einwohnern (Stand 31. Dezember 2023). Sie liegt 21 km östlich von Frosinone und 103 km östlich von Rom.

## Geographie
Castelliri liegt auf einem Hügel oberhalb des Tals des Liri. Es ist Mitglied der Comunità Montana Valle del Liri.
Die Nachbargemeinden sind Arpino, Isola del Liri, Monte San Giovanni Campano, Sora

## Bevölkerungsentwicklung
| Jahr      | 1861 | 1881 | 1901 | 1921 | 1936 | 1951 | 1971 | 1991 | 2001 |
| --------- | ---- | ---- | ---- | ---- | ---- | ---- | ---- | ---- | ---- |
| Einwohner | 1473 | 1718 | 2165 | 2361 | 2907 | 3252 | 2596 | 3521 | 3560 |

Quelle: ISTAT

## Politik
Fabio Abballe (Lista Civica: Progetto Castelliri 2.0) wurde am 26. Mai 2019 zum neuen Bürgermeister gewählt.

## Kulinarische Spezialitäten
In Castelliri wird die rote Knoblauchsorte Aglio rosso di Castelliri angebaut.